# كربس
كَرْبَس (الاسم العلمي: Porcellio)، جنس دويبات من القشريات متساويات الأرجل من فصيلة الكربسيات. أنواعه 191 تنتشر في جميع أنحاء العالم.